# Psiliglossa zhelochortsevi
Psiliglossa zhelochortsevi är en stekelart som beskrevs av Panfilov 1968. Psiliglossa zhelochortsevi ingår i släktet Psiliglossa och familjen Eumenidae. Inga underarter finns listade i Catalogue of Life.